# Interior Mountains
Die Interior Mountains, auch Northern Interior Mountains, sind eine 680 km lange und etwa 250 km breite Gebirgsketten der nördlichen Intermontane Plateaus in Nordamerika, die zum größten Teil im Zentrum der kanadischen Provinz British Columbia und zu einem kleinen Teil im südlichen Yukon liegen. Sie grenzen im Norden an das Yukon Plateau und die Mackenzie Mountains, im Osten komplett an die kanadischen Rocky Mountains, im Süden liegt das Interior Plateau und im Westen liegen auf ganzer Länge die Coast Mountains der pazifischen Küstengebirge.
Der höchste Gipfel ist der 2748 m hohe Thudaka Mountain in der Stikine Region im Norden des Gebirges.
Im Einzelnen gehören folgende Ketten dazu:
- Stikine Plateau
- Skeena Mountains
- Hazelton Mountains
- Cassiar Mountains
- Omineca Mountains